# Andreas Schifferer
Andreas Schifferer, född 3 augusti 1974, är en alpin skidåkare från Österrike.
Andreas Schifferer är en fartspecialist och har sammanlagt vunnit åtta världscupssegrar under sin karriär. Sju segrar i störtlopp samt en seger i super G.
Han har i världscupssammanhang också förutom de åtta segrarna tagit pallplacering vid ytterligare tjugo tillfällen.
Säsongen 1997/1998 var Andreas Schifferers bästa säsong i alpina världscupen då han slutade på en andraplats i den totala världscupen efter Hermann Maier. Andreas Schifferer vann dock störtloppscupen samma säsong.
De två följande säsongerna blev också framgångsrika för Schifferer då han slutade på en sjätteplats säsongen 1998/1999 i den totala världscupen samt en femte plats i den totala världscupen säsongen 1999/2000.
1997 vann Schifferer VM-brons i storslalom och han vann även en bronsmedalj i super G vid de Olympiska vinterspelen 2002 i Salt Lake City.